# Guvernementet Sankt Petersburg
Guvernementet Sankt Petersburg, senare Guvernementet Petrograd och sist Guvernementet Leningrad, var ett guvernement i Kejsardömet Ryssland och RSFSR, 1708–1927.
Det var beläget mellan Ladoga och Peipus och motsvarade ungefär den forna svenska provinsen Ingermanland samt gränsade i norr till Finland och guvernementet Olonets, i öster till Novgorod, i söder till Pskov och i väster till Livland och Estland. Arealen var 53 767 km2 (oberäknat andelarna av Ladoga och Peipus).
Vid finska gränsen var landet kuperat, men för övrigt slätt med undantag av några höjder vid Krasnoje Selo och bestod till 40 procent (i slutet av 1700-talet 70 procent) av kärr och skogsmarker.
Huvudfloder var Neva, Luga och Narova, som föll ut i Finska viken. Ladogas tillflöden Volchov, Sjass och Svir, de båda sistnämnda bildande en del av det kanalsystem, som förenar Neva med Volga, var viktiga handelsvägar, liksom Narova.
Folkmängden (utom huvudstadens) uppgick 1910 till 975 192, varav 82 procent ryssar, 15 procent finnar, 0,6 procent ester och 1,8 procent tyska kolonister, som invandrat efter 1765. Tjugo procent var protestanter; återstoden hörde till större delen rysk-ortodoxa kyrkan.
Jordbruket var föga utvecklat och gav ringa avkastning, men industrin (tillverkning av bomullsvävnader och siden, papper, maskiner och andra järnarbeten) var ganska livlig, i synnerhet kring Tsarskoje Selo och Jamburg. Flera stora industriella etablissemang för arméns och flottans behov, särskilt i Kronstadt, tillhörde staten.
Guvernementet var indelat i åtta kretsar (ujezd): Gdov, Jamburg, Luga, Novaja Ladoga, Peterhof, Sankt Petersburg, Nöteborg och Tsarskoje Selo.